# Aussois
Aussois (prononcé [o.swɑː]) est une commune française située dans le département de la Savoie, en région Auvergne-Rhône-Alpes.
Ses habitants sont appelés les Aussoyens.

## Géographie

### Situation
| - OpenStreetMap Limite communale. |

Aussois est située dans la vallée de la Maurienne, au sud du massif de la Vanoise, à 8 kilomètres au nord-est de Modane sur un plateau à 1 489 m d'altitude.
Autrefois village traditionnel de montagne, Aussois s'est transformé en station de sports d'hiver et d'été.
|                    | Pralognan-la-Vanoise |           |
| Villarodin-Bourget | Aussois              | Val-Cenis |
|                    | Avrieux              |           |

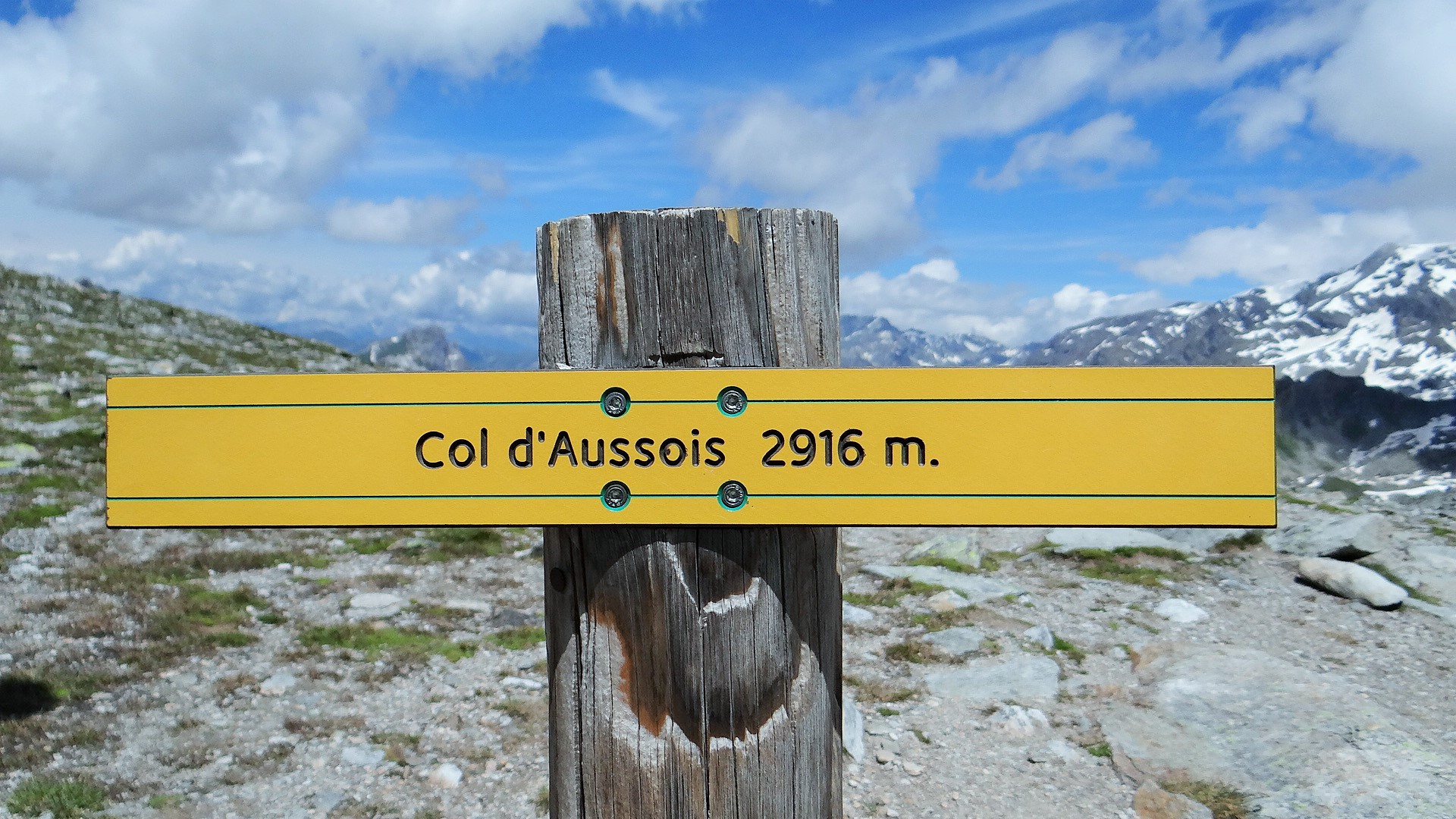
Col d'Aussois.

La commune est limitrophe au nord de celle de Pralognan-la-Vanoise située dans la vallée de la Tarentaise. Seul un sentier passant par le col d'Aussois permet de relier les deux communes.
Bramans peut être reliée directement via un chemin de terre.
Les communes d'Avrieux (via les forts, ou indirectement via la commune de Villarodin-Bourget) et de Sollières-Sardières sont reliées par des routes goudronnées.
La commune de Termignon, située après Sollières, peut également être reliée par des sentiers traversant le parc national de la Vanoise, par le col de Labby (3 324 m).

### Voies de communication et transports
La commune d'Aussois est reliée :
- vers l'ouest à Modane (à 7,5 km) par la route départementale D 215. De là, en continuant vers l'ouest, la route permet de prendre la direction de Chambéry par l'autoroute à péage A43 (E70) ou la route D 1006 (anciennement « RN 6 »), qui lui est parallèle, ou l'Italie (Bardonnèche, à 21 km) par le tunnel du Fréjus ;
- vers l'est par la D 83 à Sardières (à 4,5 km) puis à Sollières (aérodrome de Sollières-Sardières). De Sollières, la route D 1006 permet de remonter la vallée de l'Arc, vallée qu'elle quitte à Lanslebourg pour atteindre la frontière italienne, via le col du Mont-Cenis (fermé en hiver).

### Climat
Pour des articles plus généraux, voir Climat d'Auvergne-Rhône-Alpes et Climat de la Savoie.
En 2010, le climat de la commune est de type climat des marges montargnardes, selon une étude du Centre national de la recherche scientifique s'appuyant sur une série de données couvrant la période 1971-2000. En 2020, Météo-France publie une typologie des climats de la France métropolitaine dans laquelle la commune est exposée à un climat de montagne ou de marges de montagne et est dans la région climatique Alpes du nord, caractérisée par une pluviométrie annuelle de 1 200 à 1 500 mm, irrégulièrement répartie en été.
Pour la période 1971-2000, la température annuelle moyenne est de 6,5 °C, avec une amplitude thermique annuelle de 17,4 °C. Le cumul annuel moyen de précipitations est de 926 mm, avec 8,6 jours de précipitations en janvier et 8,4 jours en juillet. Pour la période 1991-2020, la température moyenne annuelle observée sur la station météorologique installée sur la commune est de 7,3 °C et le cumul annuel moyen de précipitations est de 771,0 mm,. Pour l'avenir, les paramètres climatiques de la commune estimés pour 2050 selon différents scénarios d'émission de gaz à effet de serre sont consultables sur un site dédié publié par Météo-France en novembre 2022.
| Mois                                  | jan.             | fév.           | mars           | avril           | mai             | juin          | jui.           | août           | sep.          | oct.          | nov.             | déc.            | année      |
| ------------------------------------- | ---------------- | -------------- | -------------- | --------------- | --------------- | ------------- | -------------- | -------------- | ------------- | ------------- | ---------------- | --------------- | ---------- |
| Température minimale moyenne (°C)     | −4,7             | −4,9           | −2             | 0,9             | 4,9             | 8,4           | 10,4           | 10,5           | 7,1           | 3,7           | −0,9             | −4              | 2,4        |
| Température moyenne (°C)              | −0,5             | −0,4           | 2,8            | 5,9             | 10,1            | 13,9          | 16,1           | 16             | 12,1          | 8,4           | 3,2              | 0               | 7,3        |
| Température maximale moyenne (°C)     | 3,6              | 4,2            | 7,6            | 10,9            | 15,3            | 19,4          | 21,7           | 21,4           | 17,2          | 13            | 7,2              | 4               | 12,1       |
| Record de froid (°C) date du record   | −22,5 12.01.1987 | −20,7 05.02.12 | −16,3 13.03.06 | −9,4 01.04.1987 | −5,6 05.05.1991 | −2,3 01.06.06 | 2,4 03.07.1996 | 1,6 31.08.1995 | −3,6 27.09.20 | −7,1 26.10.03 | −14,8 23.11.1988 | −17,4 20.12.09  | −22,5 1987 |
| Record de chaleur (°C) date du record | 16,2 30.01.02    | 18,1 27.02.19  | 20 31.03.21    | 23,5 09.04.11   | 28,4 22.05.22   | 32,6 27.06.19 | 33,7 18.07.23  | 33,7 24.08.23  | 27,9 12.09.23 | 25,4 08.10.23 | 21,9 08.11.15    | 15,5 12.12.1994 | 33,7 2023  |
| Précipitations (mm)                   | 74               | 55             | 55,5           | 52,7            | 71,7            | 62,8          | 50,8           | 58,1           | 56            | 70,9          | 83               | 80,5            | 771        |

## Urbanisme

### Typologie
Au 1er janvier 2024, Aussois est catégorisée bourg rural, selon la nouvelle grille communale de densité à sept niveaux définie par l'Insee en 2022.
Elle est située hors unité urbaine et hors attraction des villes,.

### Occupation des sols
L'occupation des sols de la commune, telle qu'elle ressort de la base de données européenne d’occupation biophysique des sols Corine Land Cover (CLC), est marquée par l'importance des forêts et milieux semi-naturels (97,5 % en 2018), en augmentation par rapport à 1990 (92,1 %). La répartition détaillée en 2018 est la suivante : 
milieux à végétation arbustive et/ou herbacée (38,6 %), espaces ouverts, sans ou avec peu de végétation (32,7 %), forêts (26,3 %), eaux continentales (1,3 %), zones urbanisées (0,9 %), prairies (0,3 %).
L'IGN met par ailleurs à disposition un outil en ligne permettant de comparer l’évolution dans le temps de l’occupation des sols de la commune (ou de territoires à des échelles différentes). Plusieurs époques sont accessibles sous forme de cartes ou photos aériennes : la carte de Cassini (XVIIIe siècle), la carte d'état-major (1820-1866) et la période actuelle (1950 à aujourd'hui).

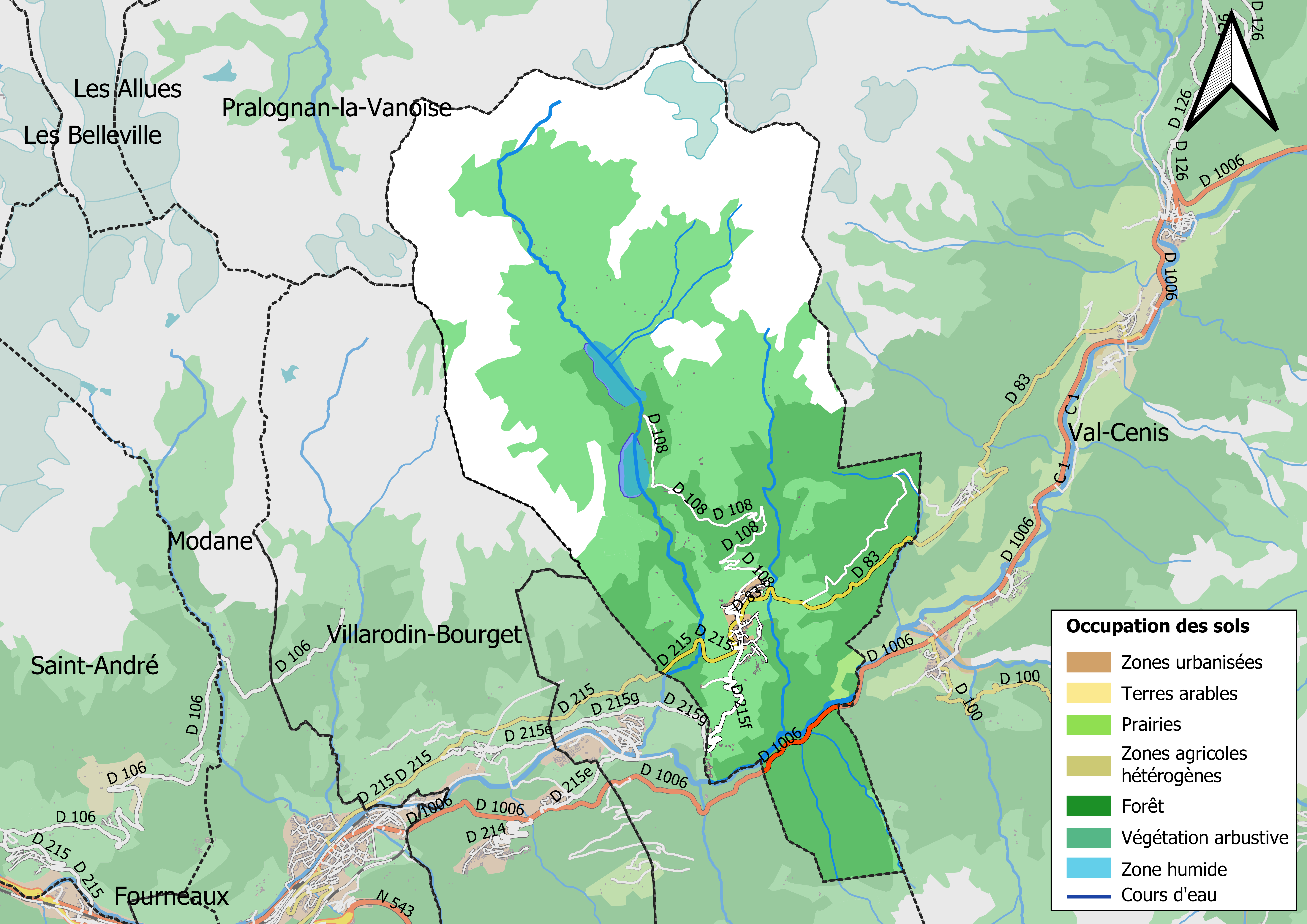
Carte des infrastructures et de l'occupation des sols en 2018 (CLC) de la commune.
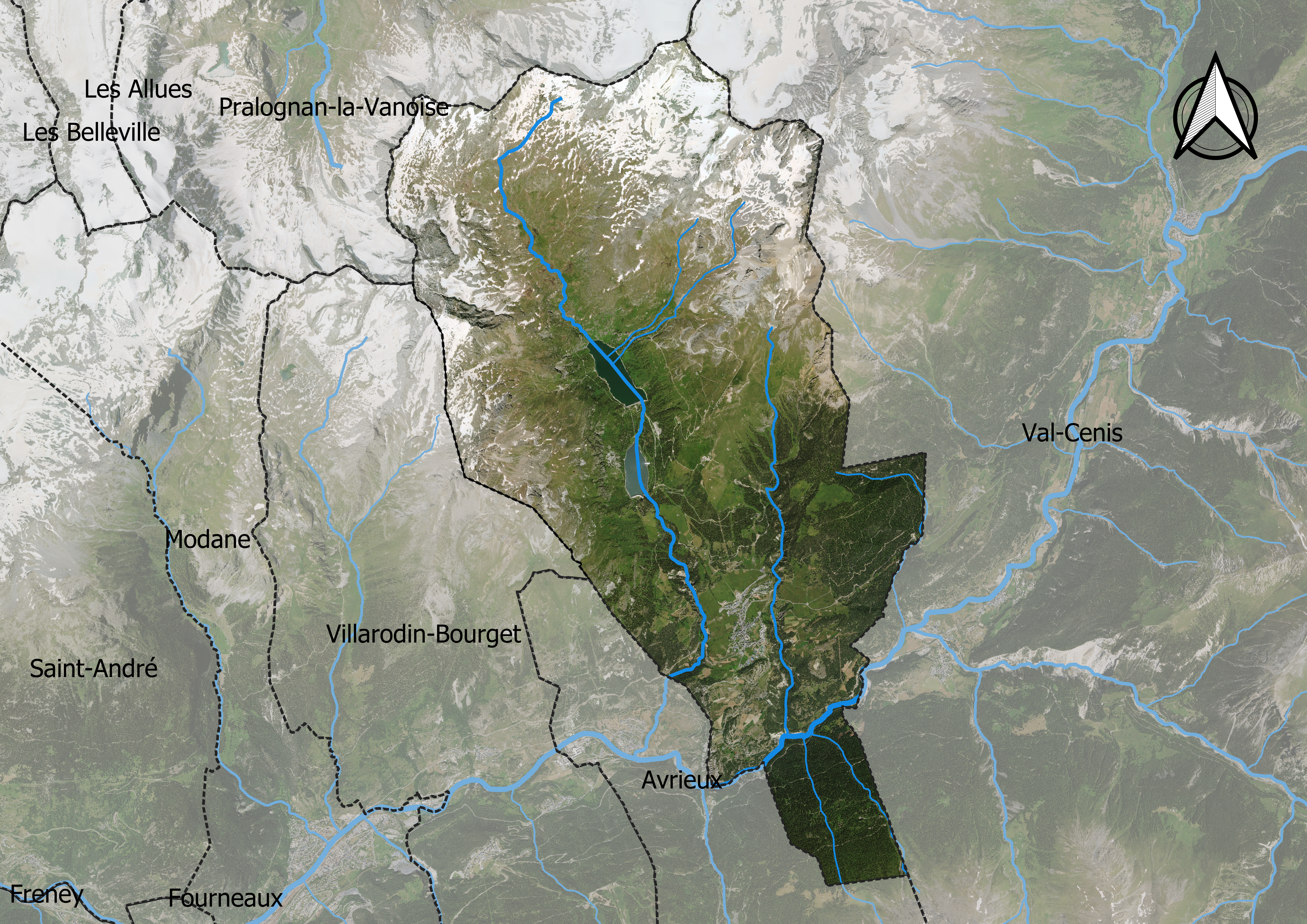
Carte orthophotogrammétrique de la commune.

## Toponymie
Ohely (prononcé [o.e] ) est le nom du village d'Aussois en arpitan savoyard et les Oherins désignaient ses habitants ou, en francoprovençal, Oé, selon la graphie de Conflans ou « Ohéy ». « L'Arche d'Oé » et « Les ânes d'Oé » sont d'ailleurs les noms donnés au XXIe siècle respectivement au musée de la vie du village et à une activité touristique locale.
« Ohely » viendrait de solely (caractérisant le soleil) reflétant l'orientation méridionale de la station, alors que la plupart des villages ou stations des environs sont situés en fond de vallée (Modane, Bramans, etc.) ou sur le flanc nord (La Norma, Valfréjus).
Une autre interprétation fait provenir le nom du village du nom féminin Alseda, qui pourrait correspondre au chef-lieu Ocellum des Graiocèles.

## Histoire

### Période préhistorique
Près du village, le parc archéologique des Lozes témoigne par ses gravures sur roche (plusieurs centaines de signes) d'une occupation depuis au moins 1000 ans av. J.-C., et jusqu'au Moyen Âge.

### Période antique
Il est possible qu'avant la conquête romaine (fin du Ier siècle av. J.-C. - début du Ier siècle apr. J.-C.), Aussois ait pu être Ocellum, capitale du peuple gaulois des Graiocèles, au même titre que d'autres sites. Le chanoine Gros indique que Dom Rochet, auteur de l'ouvrage Gloires de l'Abbaye de Novalaise, « prétend avoir lu quelque part (il ne dit pas dans quel auteur) qu'Aussois portait jadis le nom d'Ocellum. Inutile de le réfuter », ajoute-t-il pour dire que cette explication ne lui paraît pas sérieuse.

### Période médiévale
C'est ici en 877, auprès d'un berger, que le roi Charles II le Chauve a trouvé refuge, affaibli par une fièvre qui va l'emporter.
La bulle pontificale de Lucius III, de l'année 1184, confirme la juridiction épiscopale de Maurienne sur dix-sept paroisses dont Aussois.

### Période contemporaine
En 1802, le Piémont, occupé par les troupes de Bonaparte, est annexé au territoire français et divisé en six départements.
Après la chute de Napoléon, au congrès de Vienne (1815) la France doit renoncer à la Savoie. Réintégrée au royaume de Piémont-Sardaigne, la commune bénéficie alors (1819-1834) de la construction des forts de l'Esseillon (ou barrière de l'Esseillon), destinés à se protéger d'une attaque française.
Sous le Second Empire, en 1859, la campagne d'Italie, qui voit l’armée franco-piémontaise affronter celle de l’empire d'Autriche pour la deuxième guerre d'indépendance italienne, est l'occasion d'une alliance entre France et Piémont.
En contrepartie de cette aide, l'année suivante, le traité de Turin (1860) scelle le rattachement de la Savoie (correspondant aux deux Savoie actuelles) à la France, rendant alors la barrière de l'Esseillon caduque.
1871 : ouverture du tunnel ferroviaire du Fréjus entre Bardonnèche et Modane ; Modane devient gare internationale et de nombreux Aussoyens y trouveront un emploi.
1938 : ouverture de l'Accueil Saint-Nicolas, un centre d'accueil géré par le clergé local.
Juin 1940 : l'exode : le 10 juin, Mussolini déclare la guerre à la France ; le même jour, ordre est donné à la population d'évacuer. Regroupée à Saint-Michel-de-Maurienne, la population embarque par train pour Grazac, en Haute-Loire. Le retour aura lieu en juillet, après l'entrée en application de l'armistice entre l'Italie et la France. En effet, dès le 17 juin 1940, Philippe Pétain a fait demander aux Allemands les conditions d'un armistice.
En juillet 1940, après la défaite de la bataille de France et l'armistice du 22 juin 1940, la population aussoyenne ayant été relativement épargnée, une statue est édifiée en reconnaissance, Notre-Dame de la Paix, qui est inaugurée le 16 août 1942.

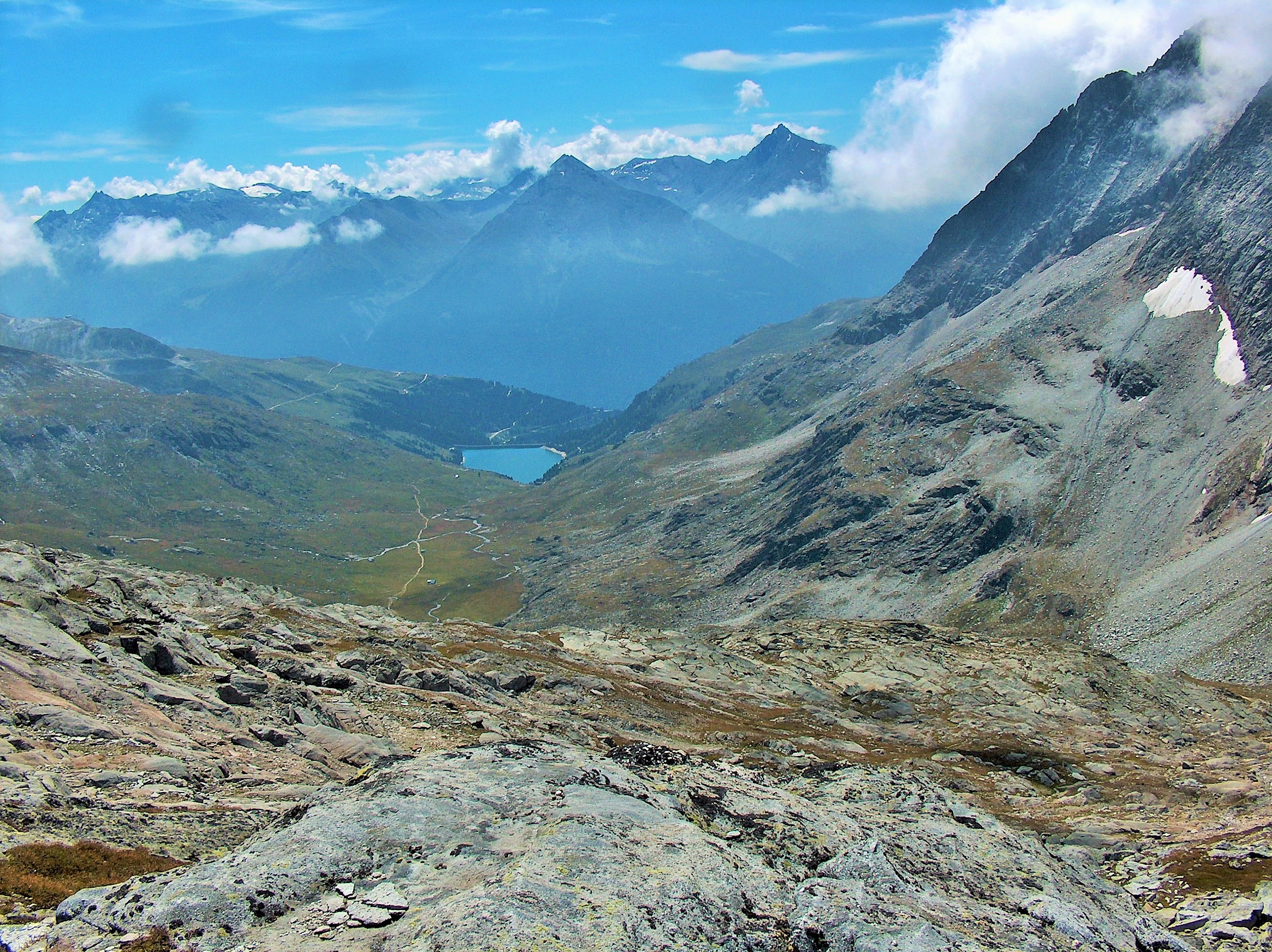
Plan d'Amont vu du col d'Aussois.

Entre 1950 et 1955, la construction de deux barrages EDF à Plan d'Aval et Plan d'Amont, au-dessus du village, lui assure un revenu régulier. En 1955, le chantier de Plan d'Amont sert de cadre au tournage de La Meilleure Part (1956), d'Yves Allégret, avec Gérard Philipe.
Fin des années 1950 : Aussois, qui n'est qu'à quelques kilomètres de la gare SNCF de Modane (Paris - Rome), s'ouvre au tourisme (maisons familiales Fleurs & Neige et La Vanoise ; Hôtel du Soleil, Hôtel des Glaciers, Café des Sports).
En 1963, création du parc national de la Vanoise (PNV) sur 28 communes ; une partie du territoire de la commune d'Aussois est en zone centrale, le village étant en zone périphérique. Le PNV a été un atout pour le tourisme - il n'est que de constater l'explosion démographique d'Aussois depuis les années 1960 - en particulier le tourisme d'été (randonnées, refuges dont le refuge du Fond d'Aussois, faune et flore) ; le parc a cependant représenté un frein à l'extension de la station de ski alpin, en raison de l'interdiction d'équiper en remontées la zone centrale.
Une régie municipale est créée en 1969, pour l'exploitation des remontées mécaniques et des équipements touristiques.
En 1980, l'ouverture du tunnel routier du Fréjus, entre Modane et Bardonnèche, facilite la fréquentation de la station par des skieurs venant d'Italie.

## Politique et administration
Aussois est une des 20 communes du canton de Modane.

### Liste des maires

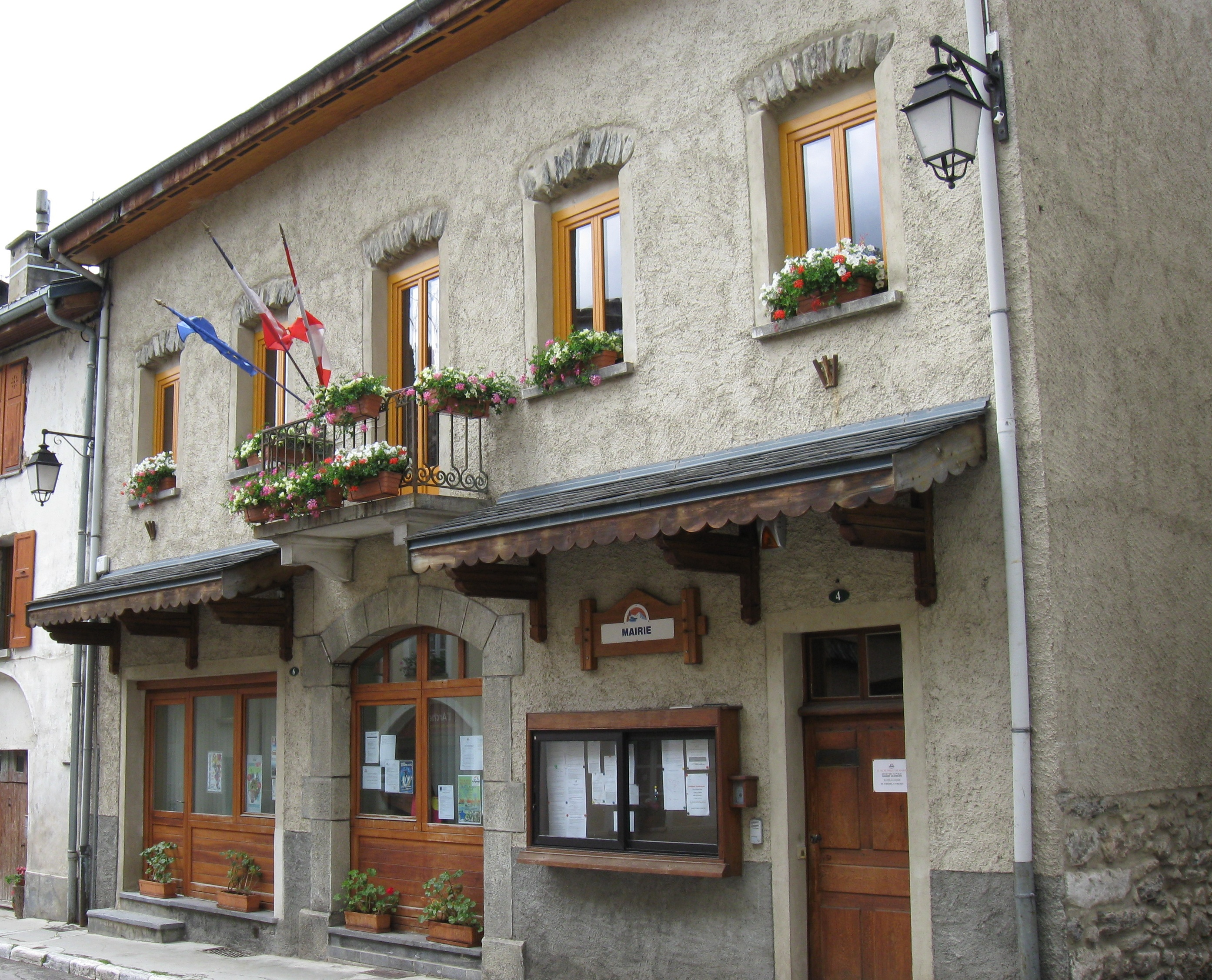
La mairie.

| Période                                  | Période      | Identité            | Étiquette        | Qualité                                                       |
| ---------------------------------------- | ------------ | ------------------- | ---------------- | ------------------------------------------------------------- |
| Les données manquantes sont à compléter. |              |                     |                  |                                                               |
| 1860                                     | août 1877    | Alexandre Col       | (sans étiquette) |                                                               |
| août 1877                                |              | Hilarion Buisson    | (sans étiquette) |                                                               |
|                                          | juillet 1937 | Camille Montaz      |                  |                                                               |
| juillet 1937                             | avril 1977   | Jean-Louis Détienne |                  |                                                               |
| 1977                                     | 1995         | Éloi Chardonnet     | PS               | Président des Communes du parc de la Vanoise                  |
| 1995                                     | 1998         | Charles Cabaud      | DVD              |                                                               |
| 1998                                     | mars 2001    | Michel Bailly       | RPR              |                                                               |
| mars 2001                                | 2020         | Alain Marnézy       | (sans étiquette) | Professeur                                                    |
| 2020                                     | En cours     | Stéphane Boyer      |                  | Directeur du centre de vacances Paul-Langevin du CAES du CNRS |

## Population et société
Ses habitants sont appelés les Aussoyennes et les Aussoyens. Selon l'écrivain Joseph Dessaix, dans son ouvrage Nice et Savoie (1864), les habitants étaient surnommés, à cette époque, les Sorciers.

### Démographie
Comme la plupart des communes des massifs alpins, Aussois connait :
- un maximum démographique au milieu du XIXe siècle, avec 766 habitants en 1861 ;
- un déclin démographique continu depuis la Première Guerre mondiale, avec le recul de l'activité agro-pastorale traditionnelle ;
- un renouveau démographique depuis la 2e moitié du XXe avec le développement des sports d'hiver.

Un recensement officiel de la commune par l'INSEE s'est déroulé début 2011.
En saison touristique, la population est augmentée par l'afflux de touristes, rendu possible par la construction de nouveaux hébergements.
Une zone résidentielle et tertiaire, dite « écoquartier de la Fintan » est, en 2019, en cours d'aménagement, à l'entrée sud-ouest du village.

L'évolution du nombre d'habitants est connue à travers les recensements de la population effectués dans la commune depuis 1793. Pour les communes de moins de 10 000 habitants, une enquête de recensement portant sur toute la population est réalisée tous les cinq ans, les populations de référence des années intermédiaires étant quant à elles estimées par interpolation ou extrapolation. Pour la commune, le premier recensement exhaustif entrant dans le cadre du nouveau dispositif a été réalisé en 2006.

En 2022, la commune comptait 682 habitants, en évolution de +1,34 % par rapport à 2016 (Savoie : +3,63 %, France hors Mayotte : +2,11 %).
| 1793 | 1800 | 1806 | 1822 | 1838 | 1848 | 1858 | 1861 | 1866 |
| ---- | ---- | ---- | ---- | ---- | ---- | ---- | ---- | ---- |
| 322  | 386  | 415  | 478  | 572  | 673  | 706  | 766  | 582  |

| 1872 | 1876 | 1881 | 1886 | 1891 | 1896 | 1901 | 1906 | 1911 |
| ---- | ---- | ---- | ---- | ---- | ---- | ---- | ---- | ---- |
| 611  | 646  | 648  | 746  | 709  | 731  | 723  | 717  | 555  |

| 1921 | 1926 | 1931 | 1936 | 1946 | 1954 | 1962 | 1968 | 1975 |
| ---- | ---- | ---- | ---- | ---- | ---- | ---- | ---- | ---- |
| 426  | 341  | 333  | 336  | 369  | 601  | 339  | 328  | 331  |

| 1982 | 1990 | 1999 | 2006 | 2011 | 2016 | 2021 | 2022 | - |
| ---- | ---- | ---- | ---- | ---- | ---- | ---- | ---- | - |
| 500  | 530  | 628  | 668  | 658  | 673  | 687  | 682  | - |

### Enseignement
La commune est rattachée à l'académie de Grenoble.

### Manifestations culturelles et festivités
- La Fête-Dieu (procession, fête traditionnelle, en juin).
- Le Camp de Base, anciennement semaine culturelle (début juillet).
- La fête traditionnelle du 15-Août.
- Les Fêtes Musicales de Savoie peuvent organiser des concerts en l'église d'Aussois[27].
- Le vivathlon (mois de juillet).
- La Grande Odyssée (étape sur la course internationale de chien de traîneaux).

La compagnie des sapeurs-pompiers d'Aussois défile à l'occasion des principales festivités du village.
L'hiver des descentes aux flambeaux ont lieu régulièrement.
La Onzième Conférence Internationale de Linguistique Austronésienne a eu lieu du 22 au 26 juin 2009.

## Économie
La commune a fait l'objet en 2001 d'un rapport de la Cour des Comptes concernant notamment un endettement atteignant le plafond envisageable pour cette commune, notamment de par ses investissements touristiques .

### Aménagements hydroélectriques

#### Historique
Les pionniers de la houille blanche s'étaient désintéressés de la Haute Maurienne car non desservie par voie ferrée au-delà de Modane. Seul Saint-Gobain avait construit en 1921 sur l'Arc la centrale au fil-de-l'eau d'Avrieux, pour alimenter l'usine de carbure de calcium de Villarodin-Bourget. De son côté Alais-Froges-et-Camargue (future Pechiney puis Alcan) avait résolu son problème d'alimentation permanente en édifiant le barrage de haute altitude de Bissorte en 1935. Ce n'est qu'après 1946 qu'EDF a inclus la commune d'Aussois dans sa stratégie. Alors a été repris le projet de Pechiney d'équiper les sites du Plan d'Amont et du Plan d'Aval dans la vallée du Saint-Benoît, affluent de rive droite de l'Arc.

#### L'alimentation: barrages et adductions

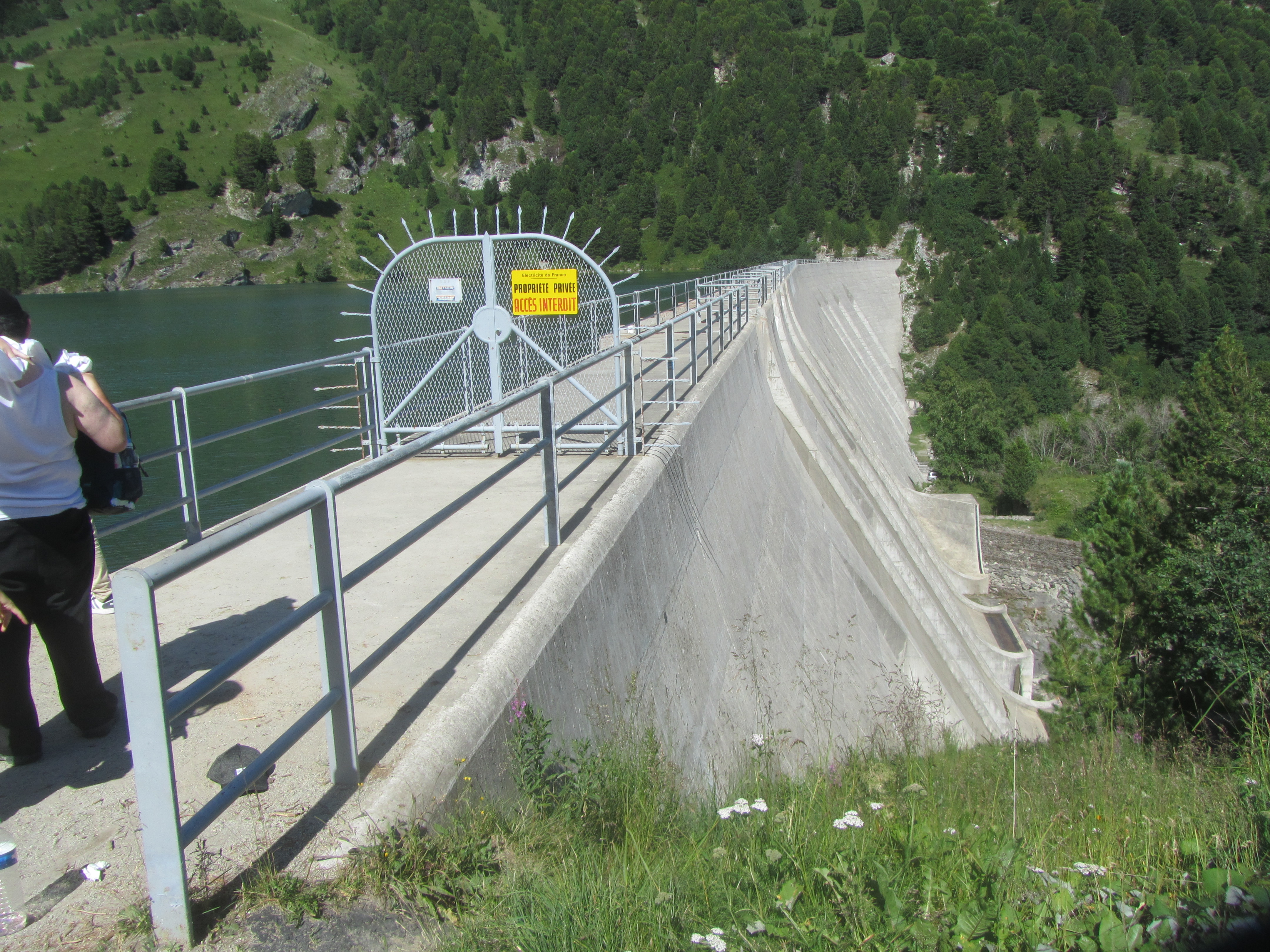
Barrage-poids à contreforts de Plan d'Amont.

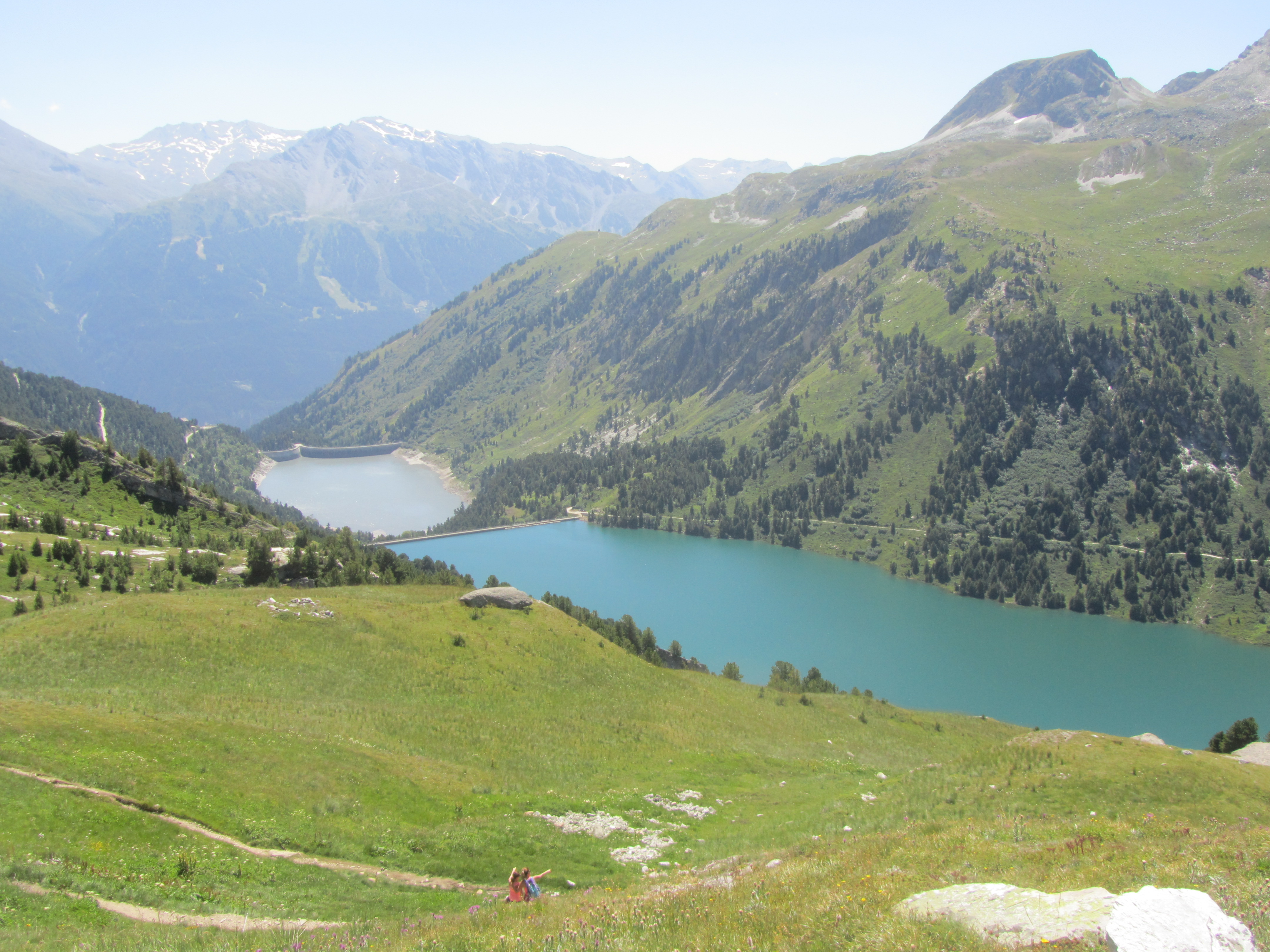
Lacs Plan d'Amont et du Plan d'Aval.

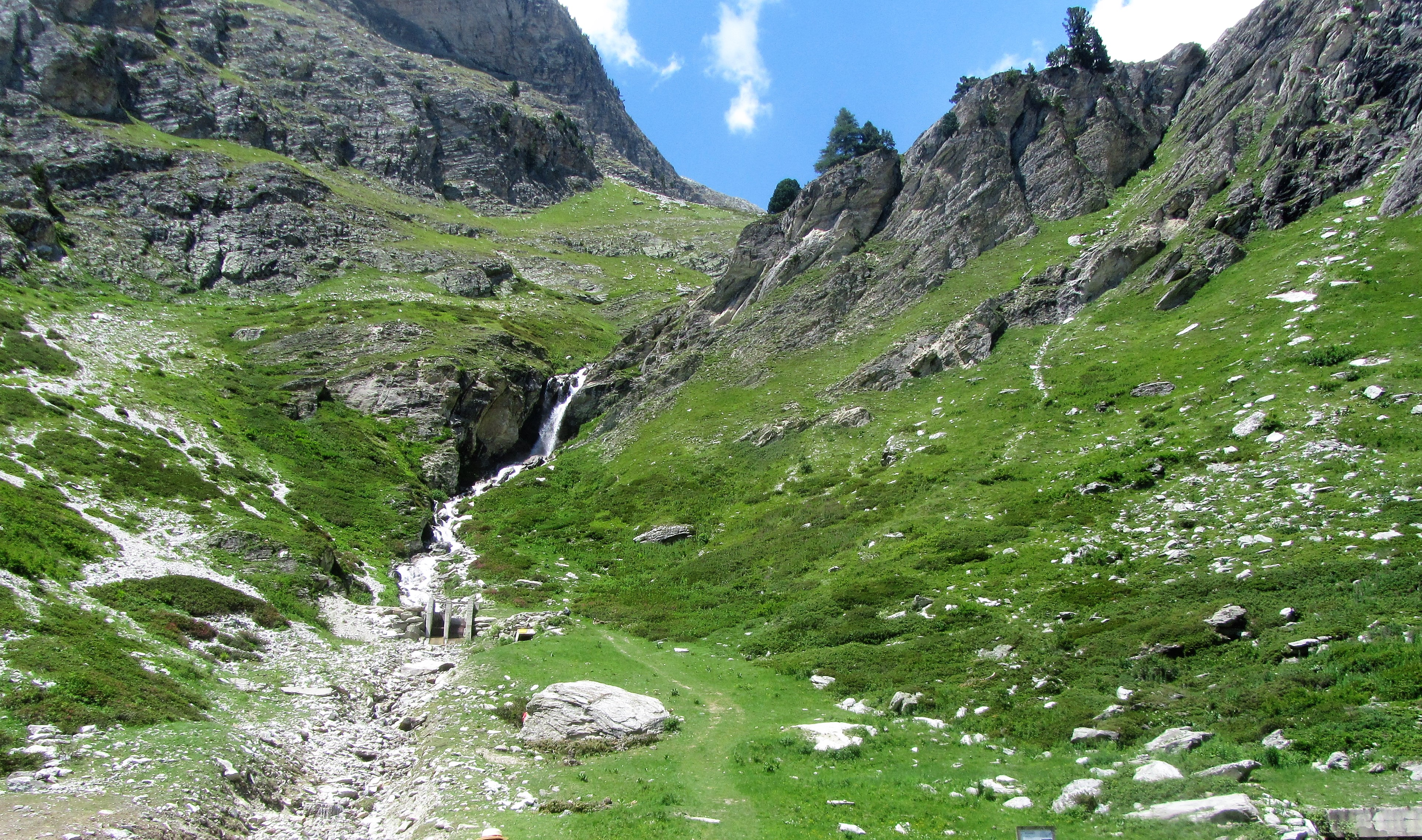
La prise d'eau sur le Povaret dans le vallon d'Orgère (commune du Bourget).

Sur la commune d'Aussois ont été édifiés les barrages du Plan d'Amont en 1950 et du Plan d'Aval en 1956. Le type de chacun de ces ouvrages a été déterminé par la nature des sites. Plan d'Amont se prêtait à la construction d'un barrage-poids ; celui-ci épouse classiquement vers l'amont la forme d'un mur vertical rectiligne, mais sans, à l'aval, le parement régulièrement incliné, hypoténuse de la section en triangle traditionnelle : on a simplement étayé le mur de loin en loin par des contreforts en forme de T couchés, chaque contrefort, et la portion de parement amont qu'il étaye, se comportant comme un  élément de barrage-poids.

La cuvette de Plan d'Aval était fermée vers l'aval par un solide verrou glaciaire encadré de deux encoches. Celle de gauche, dans laquelle le Saint-Benoît avait scié sa gorge, a été barrée d'un barrage à voûte mince. Mais lors des sondages pour asseoir une voûte homologue sur l'encoche de droite, on a constaté qu'il s'agissait en fait d'une cicatrice superficielle au-dessus d'un profond canyon (creusé par un ruisseau sous-glaciaire) que des alluvions et éboulis avaient comblé ; il a donc fallu curer en profondeur jusqu'à la roche saine, avant de construire un barrage à voûte mince, symétrique du premier. 

Les deux retenues échelonnées sont alimentées naturellement par les eaux du Saint-Benoît. Du fait de l'exiguïté de son bassin-versant (20,6 km2) on a accru la capacité de stockage de Plan d'Aval. D'une part, à l'ouest, le Povaret a été capté à la cote 1993 au fond du vallon de l'Orgère, sous l'aiguille Doran. Une galerie de 6,4 km, sur laquelle se greffe le captage du Saint-Bernard (dans le vallon de Polset) permet d'amener 1,5 m3/s. D'autre part à l'est, une adduction beaucoup plus longue détourne vers Plan d'Aval les eaux du doron de Termignon (captées à Entre-Deux-Eaux). Le bassin-versant est ainsi porté à 127 km2.

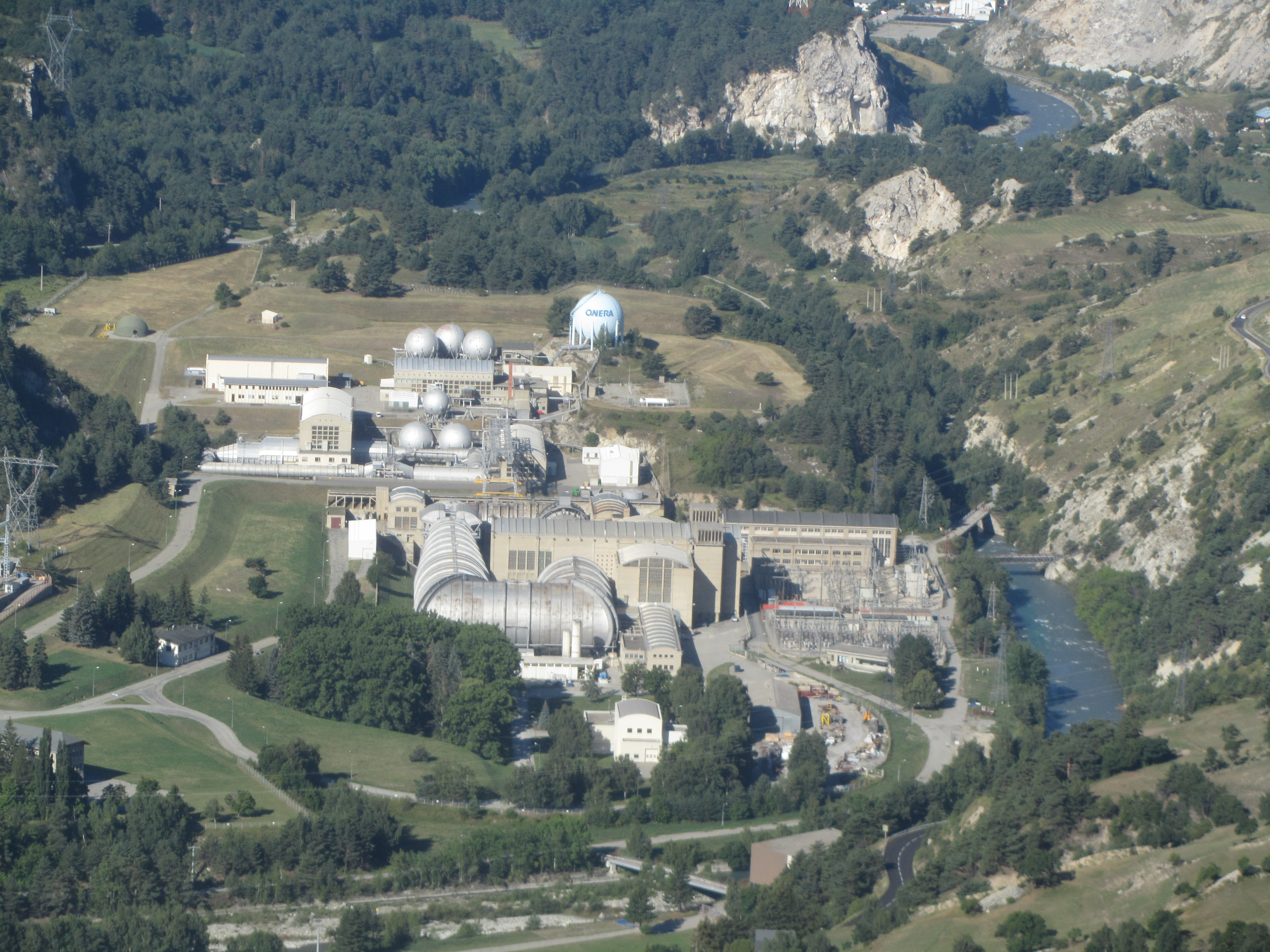
La centrale d'Aussois et l'ONERA.

#### Plusieurs centrales
1. La centrale dite d'Aussois (sur la commune d'Avrieux) est mise en service en 1950. Elle turbine les eaux en provenance du Plan d'Aval d'une capacité de 4 millions de m3 lors de son remplissage à la cote 1974, sauf quand les eaux actionnent la soufflerie S1 de l'ONERA.
2. Au pied du réservoir de Plan d'Amont, d'une capacité de 7,5 millions de m3 lors de son remplissage à la cote 2007, a été mise en service en 1956 la centrale homonyme.
3. La centrale de Villarodin turbine les eaux du lac du Mont-Cenis depuis 1968.
4. EDF a construit en 1976 en parallèle de celle d'Aussois – elles ont la même alimentation – la centrale de la Combe d'Avrieux. Son fonctionnement n'est pas soumis aux mêmes servitudes que la centrale d'Aussois (brusques lâchers pour le fonctionnement de la soufflerie de l'ONERA). Elle est située à côté de la centrale de Villarodin, ce qui permet de les raccorder ; de la sorte, les réservoirs du Mont-Cenis et de Plan d'Aval, sensiblement à la même cote d'altitude, sont en vases communicants, avec possibilité de transvasement dans un sens ou dans l'autre : ce  transfert garantit le stockage de toute la fonte des neiges des deux rives de l'Arc, optimisant la production des usines hydrauliques de Villarodin, Combe d'Avrieux et Aussois lors des pics de consommation.
5. À Plan d'Aval, l'adduction en provenance du doron de Termignon débouche à 24 m au-dessus de Plan d'Aval au remplissage ; on a donc pu mettre en service en 1984 la centrale du Carrelet[30].

| Nom de la centrale | Date de mise en service | Bassin-versant (km2 ) | Hauteur de chute (m) | Débit maximum (m3/s) | Puissance installée (MW) | Productible annuel (GWh) |
| Avrieux            | 1921                    |                       | 108                  | 16,2                 | 11,6                     | 47,5                     |
| Aussois            | 1950                    | 127                   | 861                  | 12,6                 | 88                       | 120                      |
| Plan d'Amont       | 1956                    |                       | 130                  | 1,7                  | 7                        | 5,2                      |
| Villarodin         | 1968                    |                       | 888                  | 52                   | 360                      | 640                      |
| Combe d’Avrieux    | 1976                    | 127                   | 861                  | 17,4                 | 12,4                     | 170                      |
| Carrelet           | 1984                    |                       | 24                   | 3,8                  | 0,8                      | 4,7                      |

### Tourisme

#### La station
La station est gérée par une régie communale : 21 pistes balisées entre 1 530 et 2 675 m d'altitude, 55 km de pistes au pied de la Dent Parrachée (3 697 m). La station, exposée au sud, souffre parfois d'un manque d'enneigement, qui est néanmoins compensé par un bon équipement en neige de culture et la possibilité de skier à partir de la station intermédiaire, située à un peu plus de 2 150 mètres d'altitude.
En 1970 est construite la route D 215 à partir de Modane, menant ainsi directement au village et évitant ainsi l'ancienne route (D 215e, f & g) en corniche des forts de l'Esseillon, désormais fermée l'hiver.
En 2005, la station a réorganisé une partie importante de son domaine d'altitude par le remplacement d'un des plus longs téléskis de France (550 mètres de dénivelée et plus de 2 km de long) par un télésiège débrayable 6 places. Le tracé étant différent, l'altitude maximale de la station a été réduite de quelque 20 mètres. Le sommet actuel de la station se trouve au sommet du télésiège deux places de la Fournache à 2 675 m d'altitude.
Des accords particuliers, conclus avec des stations alentour, permettent de skier à La Norma, Valfréjus, Val Cenis et Val Thorens grâce à la télécabine d'Orelle.
La station profite d'une évolution économique très positive par la construction de plusieurs ensembles résidentiels de tourisme de standing, à proximité immédiate des pistes.

##### Hébergement et restauration
En 2014, la capacité d'accueil de la station, estimée par l'organisme Savoie-Mont-Blanc, est de 6 491 lits touristiques répartis dans 627 établissements. Les hébergements se répartissent comme suit : 249 meublés ; 5 résidences de tourisme ; 2 hôtels ; 1 établissement d'hôtellerie de plein air ; 6 centres ou villages de vacances/auberges de jeunesse ; 6 gîtes ou gîtes d'étape, et 1 chambre d'hôtes.

#### Le domaine
Sports d'hiver :
- ski de piste
- ski de fond
- ski de randonnée
- luge, y compris snake gliss[32],[33]
- raquettes
- chiens de traîneau
- snowtubing

L'hiver, un service de navette gratuite amène les skieurs au départ des remontées mécaniques.
Sports d'été :
- randonnée (Vanoise et Maurienne)
- alpinisme
- escalade[34],
- canyoning
- parapente
- via ferrata du Diable[35] (cinq voies techniques, dont la plus longue de France)
- parcours acrobatique forestier avec une tyrolienne géante : le parc du Diable[36].
- VTT
- PTT (parc aménagé)

En été, le télésiège du Grand Jeu amène les piétons au Montana (2 150 m), en contrebas du GR 5 (sauf le samedi).
Deux musées d'art et traditions (Âme d'Art et Arche d'Oé), deux hôtels-restaurant, gîtes et chambres d'hôtes, camping, marché traditionnel savoyard en haute-saison.

### Production agricole
Élevage d'ovins et caprins laitiers. Depuis quelques années, les éleveurs, confrontés au retour du  loup dans la Vanoise, ont recours aux patous.
L'élevage de bovins est en forte régression, donnant lieu à fabrication du fromage de beaufort et de tomme de Savoie, à la coopérative laitière de Lanslebourg.
Bois, donnant notamment lieu à des affouages.

### Lieux et monuments

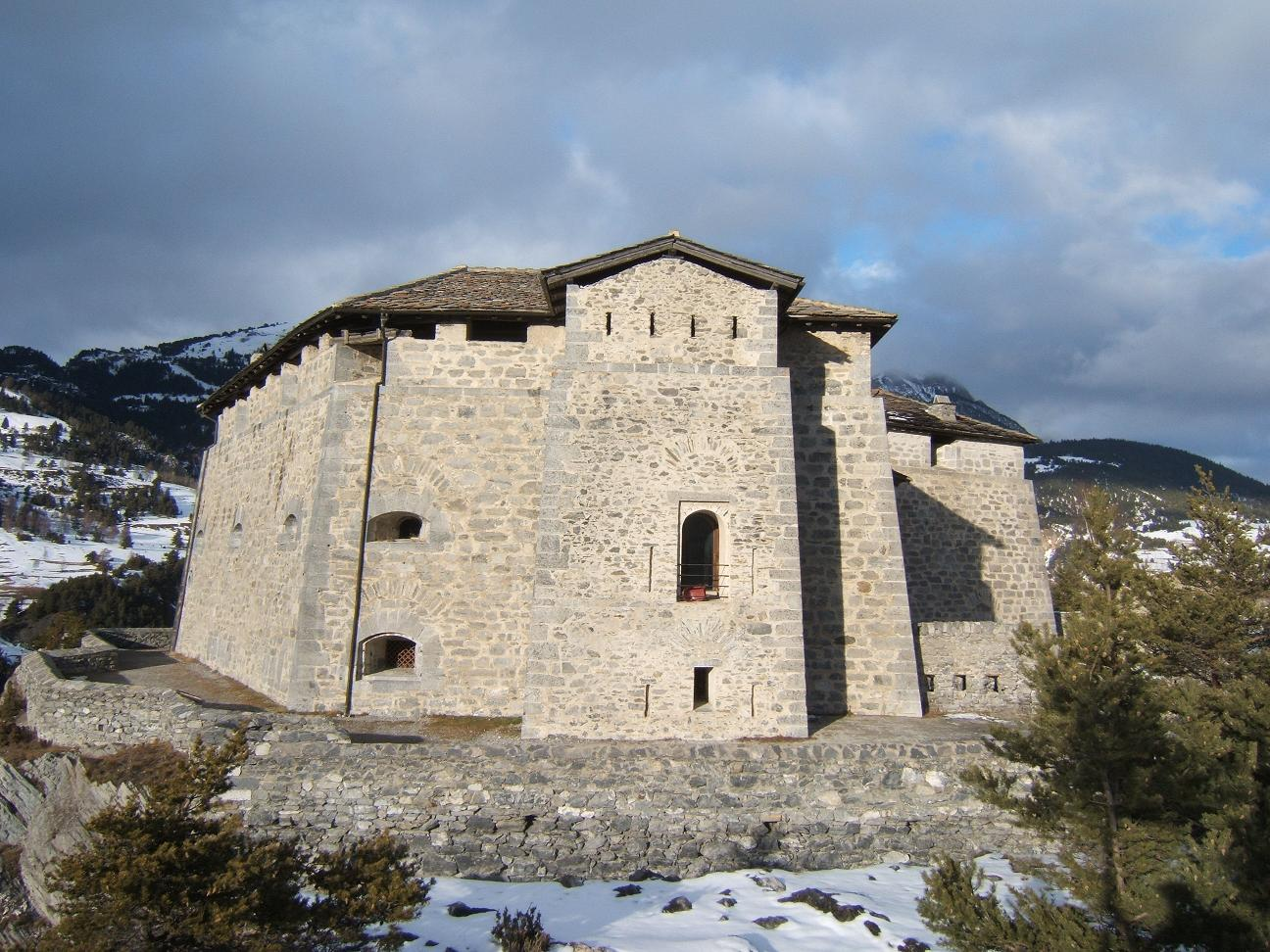
Le fort Marie-Christine.

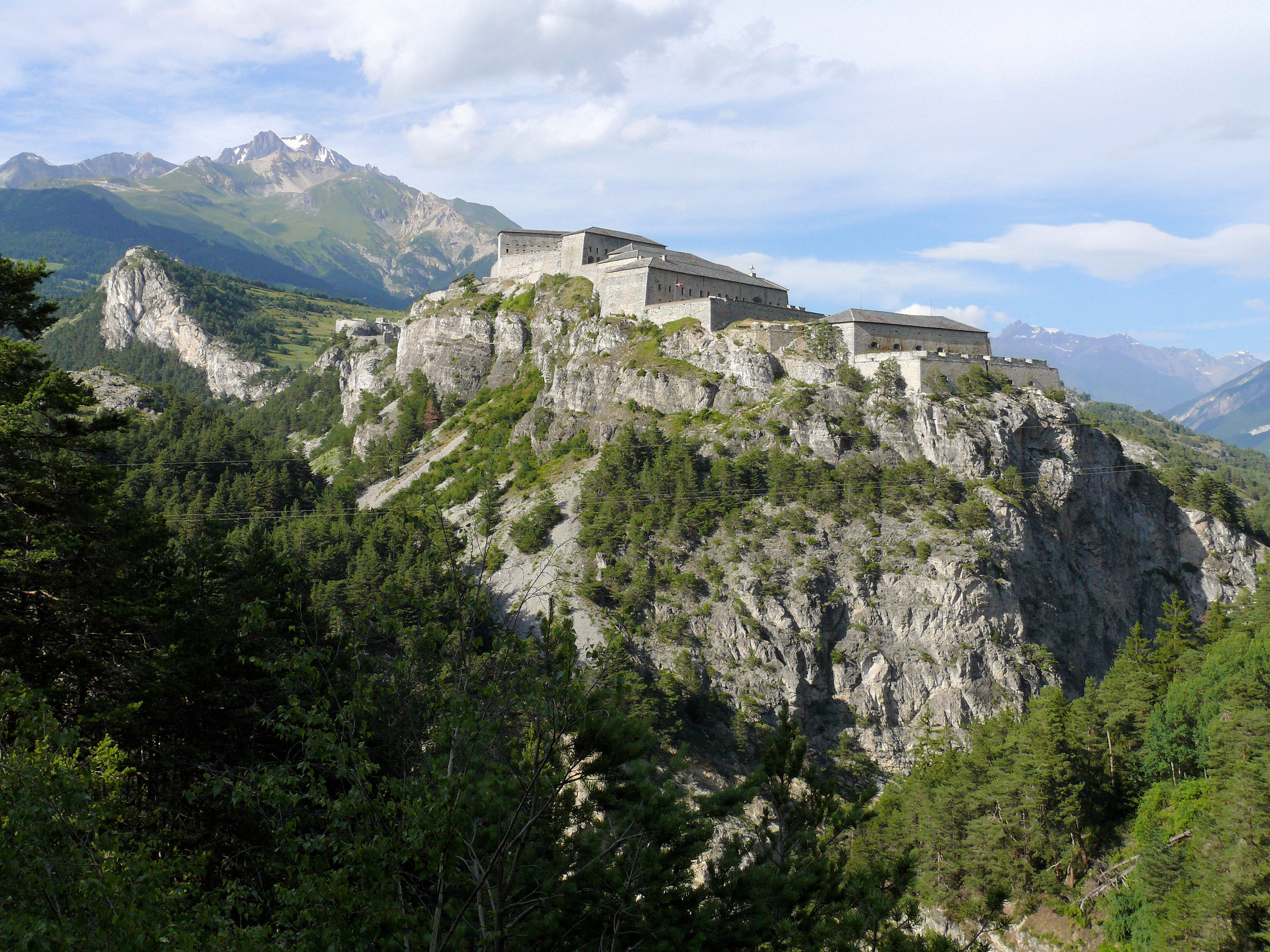
Forts de l'Esseillon : fort Victor-Emmanuel.

## Culture locale et patrimoine

### Barrière de l'Esseillon
- La barrière de l'Esseillon est une série de cinq fortifications construites au XIXe siècle, pour protéger le Piémont d'une éventuelle invasion française. Elle comprend quatre forts et une redoute, qui portent les noms de membres de la famille de Savoie :
  - Fort Victor-Emmanuel[40],
  - Fort Marie-Christine[41],
  - Fort Charles-Félix[42],
  - Fort Charles-Albert,
  - Redoute Marie-Thérèse[43], sur la rive gauche de l'Arc. Une passerelle, le Pont du Diable, relie la redoute aux forts (situés sur la rive droite) à 90 m au-dessus du torrent. À noter que l'actuel pont a été construit par la France. Les Italiens en ont construit un, dont les ruines se trouvent en remontant les gorges de l'Arc en direction de l'Italie.
- Un cimetière militaire sarde est situé au cœur de cet ensemble.
- Pyramide au hameau de l'Esseillon, rappelant la construction de 1889 à 1891 d'une route militaire en direction de la Loza (2 327 m), où il était prévu d'installer des batteries d'artillerie, dans l'éventualité d'une agression italienne.

### Sites touristiques

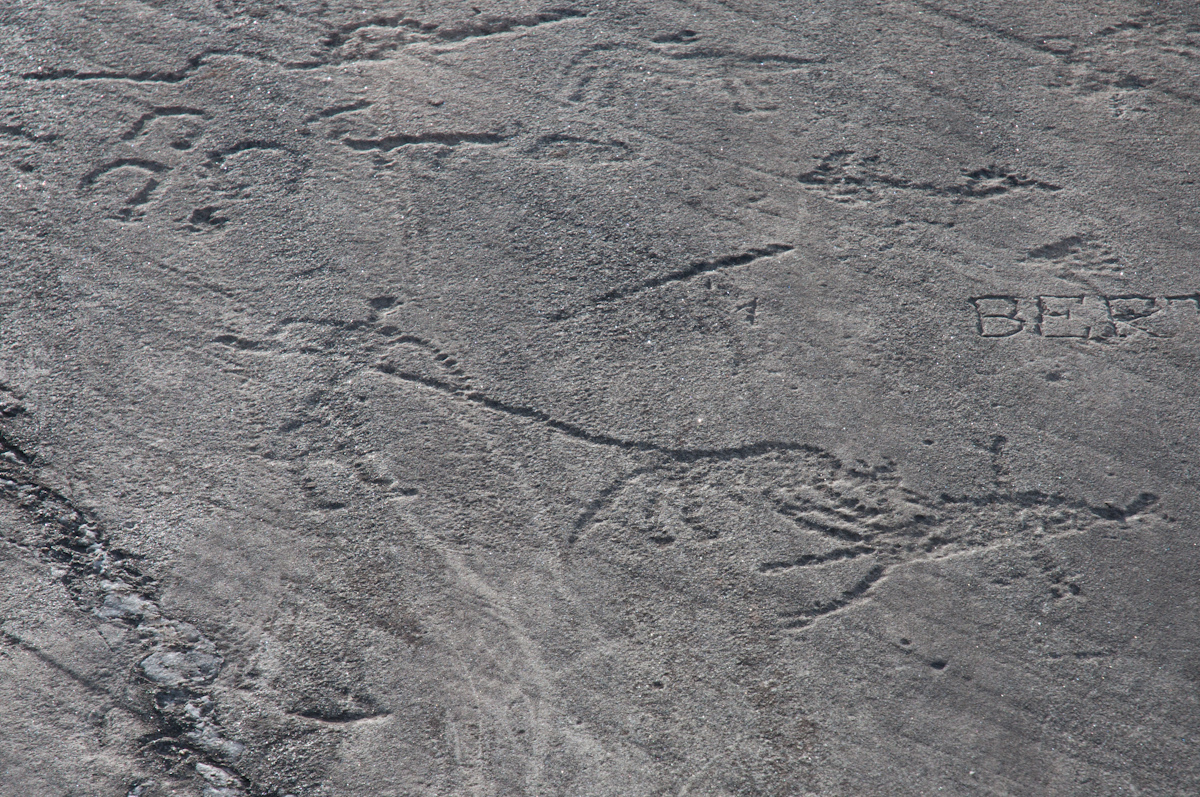
Gravures préhistoriques (parc archéologique des Lozes).

#### Sites naturels
- Les Gorges de l'Arc.

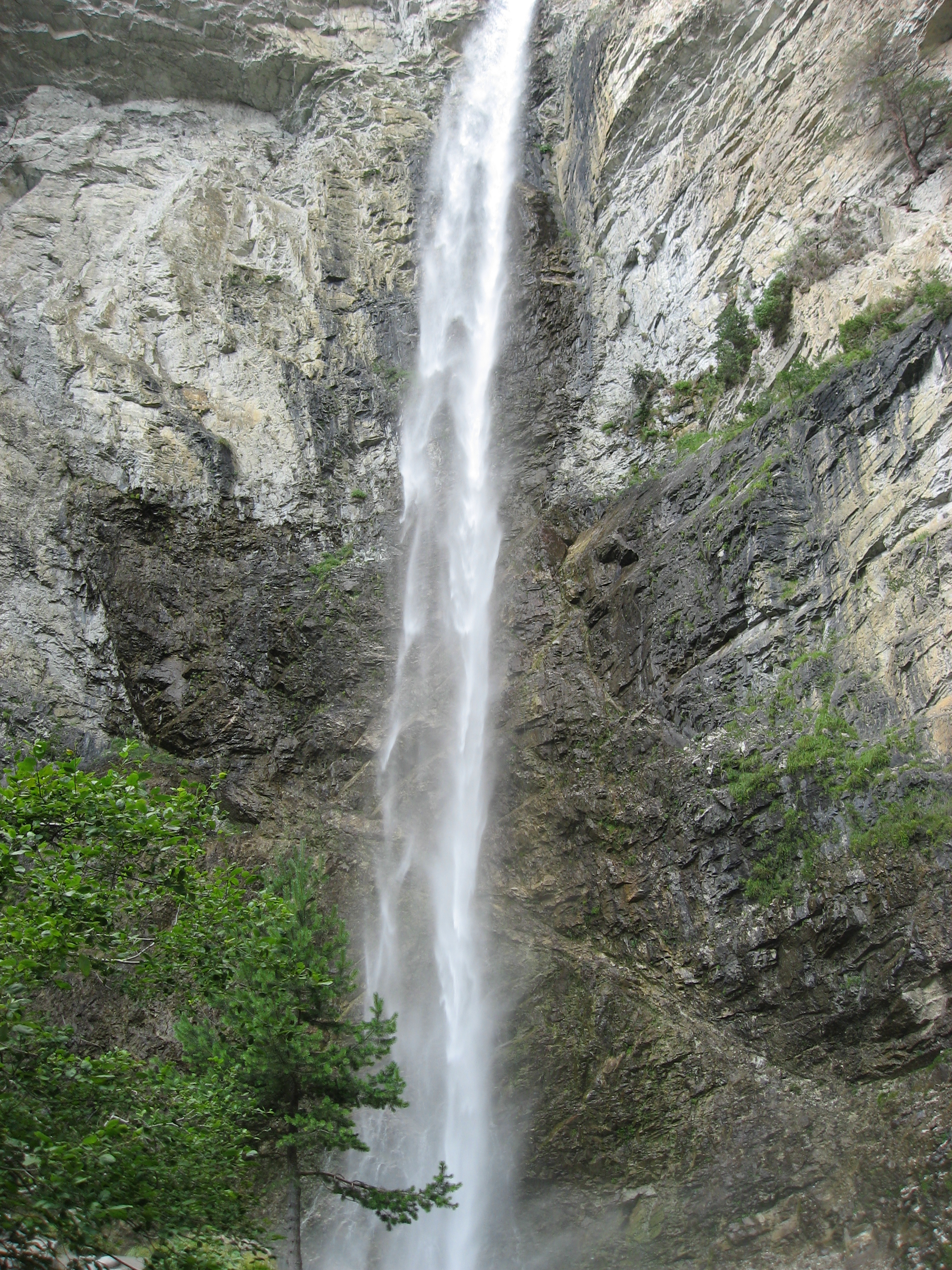
La cascade Saint-Benoit (commune d'Avrieux).

- Le parc archéologique des Lozes (gravures rupestres à même le sol).

De façon générale la commune d'Aussois héberge quelques raretés botaniques, comme le sabot de Vénus, la sauge d'Éthiopie, la bruyère des neiges, la clématite des Alpes ou le marabout (Stipa pennata).
Bois de pins cembro.

#### Édifices
- Fontaines et lavoirs sur la place et dans la rue Saint-Nicolas.
- Four banal, rue Saint-Nicolas.
- L'église paroissiale placée sous le vocable de Notre-Dame-de-l'Assomption (1648)[44],[45]. L'église primitive est mentionnée dans un document de 1184[44]. L'édifice possède un clocher de style piémontais (XVIIIe siècle), d'un aspect extérieur sobre. À l'intérieur de l'église, de riches décorations (poutre de gloire, retables, fresques, tableaux) lui valent son inscription dans le circuit des "Chemins du Baroque" des vallées de la Tarentaise, de la Maurienne, du Beaufortain et du Val d’Arly[46].
- Chapelles :
  - Saint-Nicolas, la plus ancienne, rue Saint-Nicolas ;
  - Saint-Roch (XVIIe siècle), rue de Cambaz ;
  - Notre-Dame de la Salette (1877), rue d’En-Haut ;
  - Saint-Jean-Baptiste, à l'intérieur de l'église Notre-Dame-de-l'Assomption ;
  - Notre-Dame des Anges, au Fond d'Aussois (XIXe siècle) ;
  - Chapelle du fort Victor-Emmanuel (XIXe siècle).
- Poste du télégraphe Chappe de la ligne Lyon-Turin-Venise (XIXe siècle). Restauré en 2017, il est situé au Courberon, à 1968 m d'altitude 45,229833, 6,717467, entre les stations de Saint-André et de Sollières-Sardières, toutes deux restaurées en 2012[47].
- L'Arche d'Oé, (XXIe siècle), musée agro-pastoral, rue de l'Église.

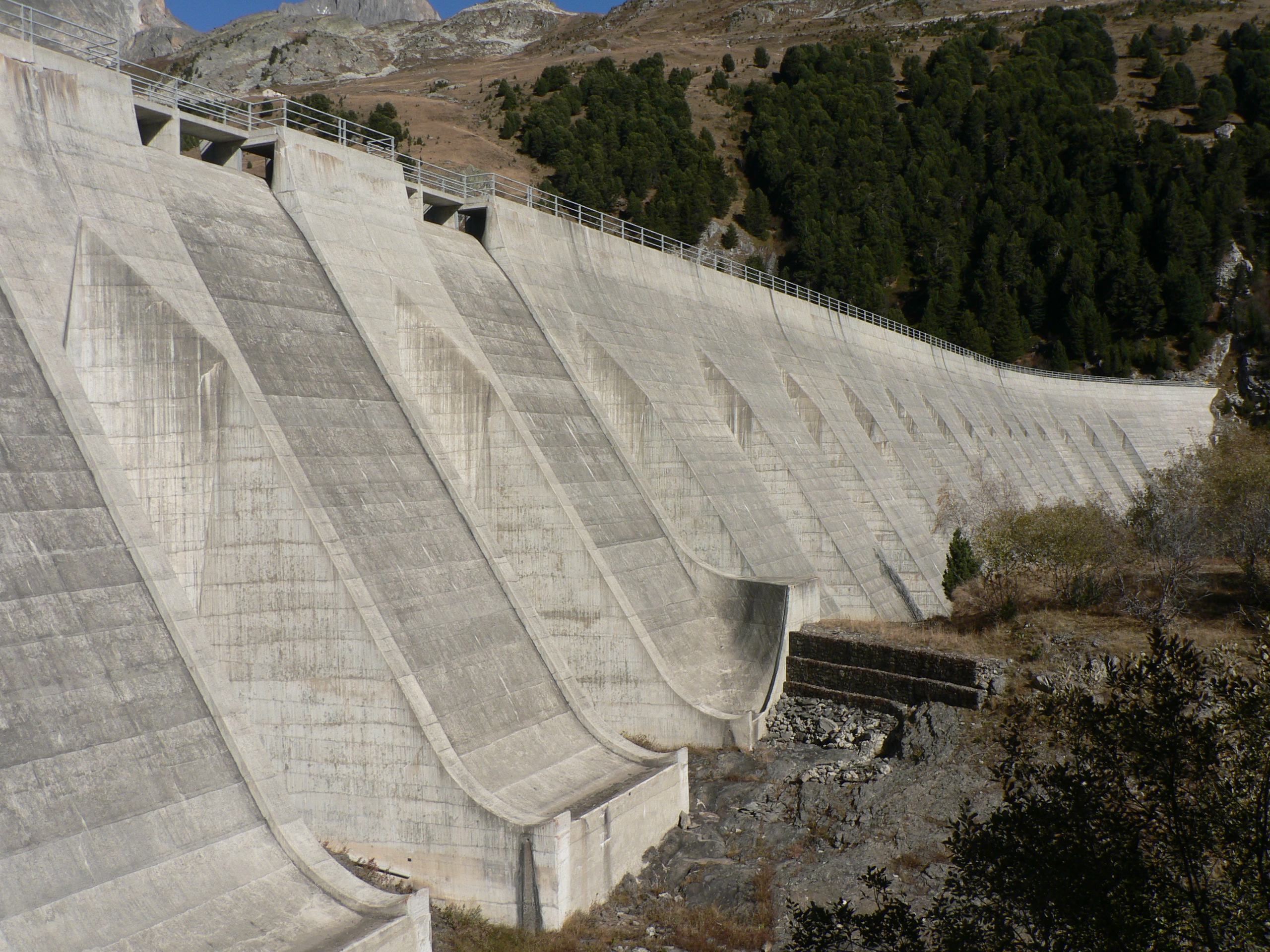
Le barrage du Plan d'Amont.

##### Structures touristiques
- Centre aquatique « Ô'Soi », dédié au bien-être et à la détente[48].
- Centres de vacances. À Aussois se trouvent en particulier :
  - le centre de vacances Paul-Langevin du CAES du CNRS[49]. En dehors des congés scolaires, ce centre accueille de nombreux colloques scientifiques rassemblant des chercheurs du CNRS, de l'INRA, d'universités et d'autres organismes de recherche publics et privés, comme les colloques biennaux de phytopathologie organisées par la Société française de phytopathologie, l'INRA et le CIRAD (rencontres de virologie végétale[50], rencontres plantes-bactéries[51], rencontres de mycologie végétale[52]), ainsi que, en 2005, une conférence internationale sur le projet de recherche fondamentale Memphys[53], lié au proche laboratoire souterrain de Modane.
  - un CCAS d'EDF.

##### Sites industriels

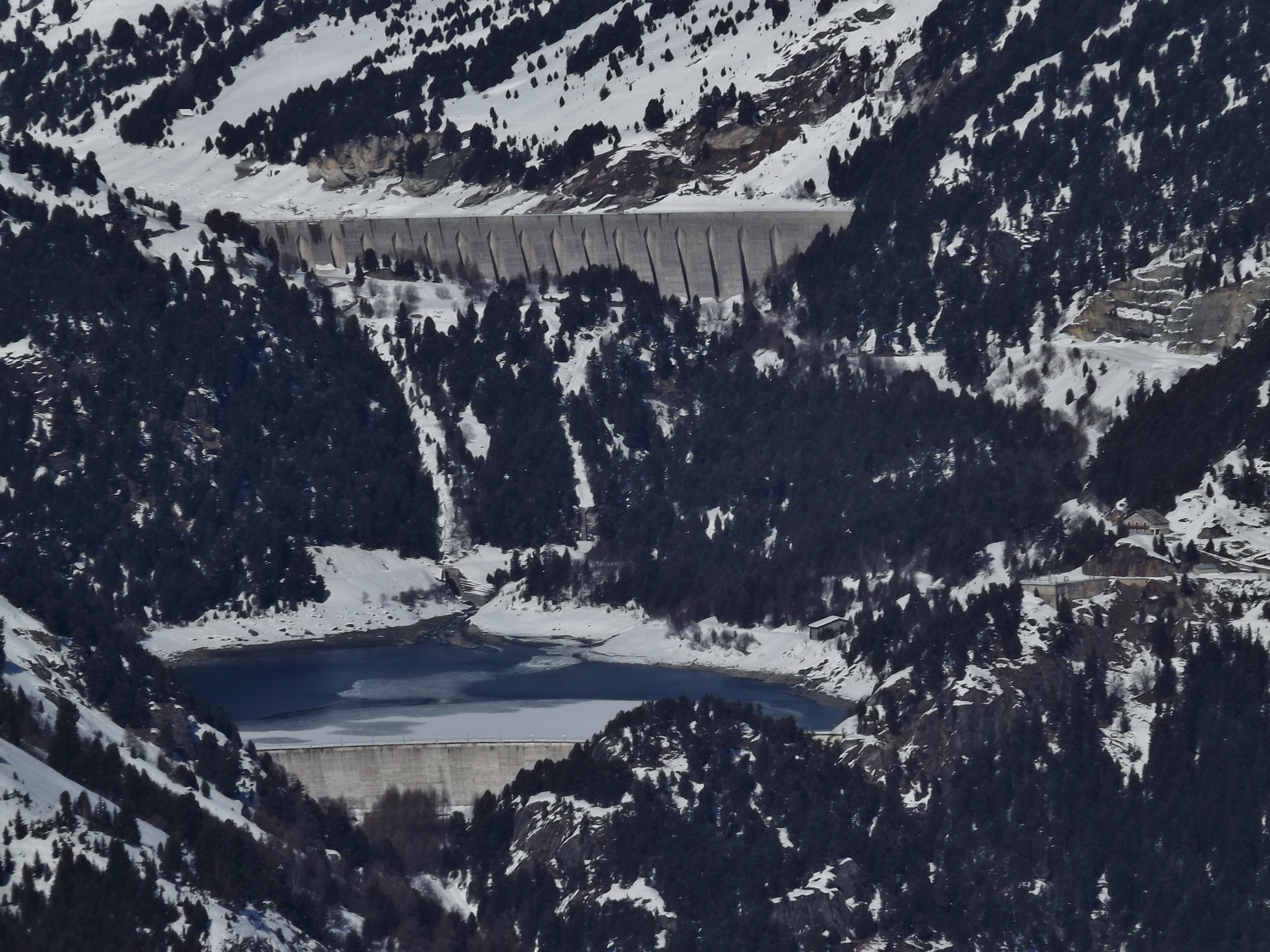
Barrages du Plan d'Amont et Plan d'Aval.

- Les deux barrages EDF du Plan d'Amont et du Plan d'Aval construits entre 1948 et 1955. Plan d'Aval draine, outre le Saint-Benoit, toutes les eaux des alentours, en particulier celles des torrents issus des glaciers de la Vanoise (dent Parrachée, dôme de Chasseforêt, via une conduite forcée depuis Entre-Deux-Eaux), ainsi qu'une partie du torrent de Polset[54].
- Les conduites forcées et les deux centrales hydro-électriques de Plan d'Aval.

### Personnalités liées à la commune
- Paul Magès (1908-1999), natif, inventeur et concepteur de la suspension hydropneumatique automobile[55],[56].